# Идеологический контроль в советской науке
Идеологи́ческий контро́ль в сове́тской нау́ке — оценка органами государственной и партийно-государственной власти Советской России и СССР научных направлений и исследований с точки зрения их соответствия господствующей идеологии марксизма-ленинизма и заявленной цели общественного развития — построению социализма и коммунизма. Наряду с постоянным административным контролем за развитием фундаментальных и прикладных наук, партийный контроль выливался в кампании репрессий, в ходе которых некоторые научные направления объявлялись «буржуазными» и «идеалистическими», а их приверженцы подвергались гонениям и репрессиям, вплоть до физического уничтожения. В некоторых случаях эти кампании содержали элементы антисемитизма.

## Общий подход
По словам академика Дмитрия Лихачёва, «в науке насаждалось представление, что с самого начала исследования может быть правилен только один путь, одно истинное направление, одна научная школа и, разумеется, только один главный учёный, „вождь“ своей науки». Выбор делался по политическим соображениям схоластического характера и выбранное направление объявлялось «истинно марксистским». Считалось, что в науке есть две точки зрения — правильная марксистская и неправильная, враждебная ей. Академик Андрей Зализняк говорил, что «в отношении гуманитарных наук губительную роль играла установка советской власти на прямую постановку этих наук на службу политической пропаганде».
После окончания гражданской войны, в сентябре — ноябре 1922 года власти РСФСР провели кампанию по высылке из страны ряда учёных, преподавателей вузов и других лиц в основном гуманитарных профессий, чьи взгляды расценивались властями как контрреволюционные.
В начале 1920-х годов и с конца 1950-х — начала 1960-х годов советское руководство не вмешивалось в естественные науки, за исключением генетики, для которой «оттепель» наступила в 1965 году.
В период 1929—1932 годы Академия наук была обновлена и оказалась под контролем Коммунистической партии.
В 1943 году в структуре Управления пропаганды и агитации ЦК ВКП(б) был вновь создан Отдел науки, во главе которого до начала 1948 года работал С. Г. Суворов, а затем его сменил Ю. А. Жданов.
Идеологическое влияние со стороны государства усилилось в конце 1940-х — начале 1950-х годов в годы так называемой «борьбы с космополитизмом». В этот период во многих научных учреждениях СССР были организованы идеологические дискуссии, главной целью которых являлось полное подчинение всех советских учёных партийно-административному контролю Наиболее негативные последствия это имело для генетики. Августовская сессия ВАСХНИЛ 1948 г. привела к уничтожению советской генетики. В других областях науки подобные дискуссии имели менее разрушительный характер.
По мнению философа А. С. Ахиезера, «логика государственной идеологии в СССР всегда жёстко следовала утилитаризму, который может в принципе использовать любые методы, включая чисто административные, террористические, сметая науку и её представителей с лица земли».
Профессор Яков Рапопорт, фигурант дела врачей 1953 года, в своей книге описывал «переименование» медицинских открытий советскими чиновниками, несмотря на то, что во всём мире используются оригинальные. Суть этой активности он описывал анекдотом: Закон прибавочной стоимости был открыт за несколько веков до К. Маркса крепостным крестьянином Саратовской губернии, но не мог быть им опубликован по причине его неграмотности.

## Кампании идеологического вмешательства в советскую науку

### Философия
С начала существования большевистского режима, задачей официальной советской философии (с 1930-х годов преподаваемой в качестве обязательного предмета во всех вузах), было теоретическое обоснование идей коммунизма. Этим же целям служило создание Института философии, Института марксизма-ленинизма и ряда других научных организаций. «Советологи», в том числе Иосиф Мария Боченски и Густав Ветер, часто утверждали, что советская философия была не чем иным, как догмой.
В 1922 году из Советской России была выслана группа интеллигенции. Среди высланных были и философы: Н. А. Бердяев, С. Л. Франк, Н. О. Лосский, И. А. Ильин, Л. П. Карсавин и другие.
После смерти В. И. Ленина понятием, обозначающим идейные основы советской философии, стал марксизм-ленинизм. В течение 1920-х и 1930-х годов все другие течения русской философии были подвержены репрессиям, многие мыслители эмигрировали.
В 1920-е годы в советской марксистской философии развернулась дискуссия между «механистами» и «диалектиками» («деборинцами»). В декабре 1929 года И. В. Сталин в своей речи «К вопросам аграрной политики в СССР» заметил, что теоретический фронт отстаёт от «успехов практического строительства». Появившаяся в № 6 за 1930 год журнала «Антирелигиозник» статья М. Б. Митина, П. Ф. Юдина (оба недавно окончили Институт красной профессуры) и ещё нескольких авторов «О задачах борьбы на два фронта» (то есть борьбы как против «механистов», так и против «диалектиков») положила начало крайней политизации философии. Критика «деборинцев» за их отрыв от политической борьбы и задач социалистического строительства была продолжена в статье, подписанной М. Митиным, В. Ральцевичем и П. Юдиным, опубликованной в газете «Правда» 7 июня 1930 года, причём в примечании «Правда» сообщала, что «редакция солидаризуется с основными положениями настоящей статьи». В декабре 1930 года состоялась встреча Сталина с бюро ячейки Института Красной профессуры философии и естествознания, где, по многим свидетельствам, Сталин охарактеризовал возглавляемое академиком А. М. Дебориным течение как меньшевиствующий идеализм. Позиция группы Митина и Юдина была официально утверждена 25 января 1931 года в постановлении ЦК ВКП(б) «О журнале „Под знаменем марксизма“».
Власть рассматривала созданный в 1921 году Г. Г. Шпетом Институт научной философии, а также восстановленные в 1930-е годы в ведущих университетах философские факультеты как идеологические учреждения. Ставилась задача превратить философию диалектического материализма в идеологию и подчинить политическим целям. Философы-марксисты не избежали преследований: к примеру, А. М. Деборина отстранили от ряда должностей, а член-корреспондент АН СССР Б. М. Гессен в 1936 году был приговорён к расстрелу за предполагаемое участие в «контрреволюционной террористической организации и подготовке террористических актов». В 1938 году та же участь постигла и ведущего партийного теоретика академика Н. И. Бухарина. Позднее были расстреляны или умерли в лагерях философы Н. А. Карев, И. К. Луппол, Я. Э. Стэн, С. Ю. Семковский, Г. Г. Шпет, П. А. Флоренский и другие.
Постановлением ЦК партии от 14 ноября 1938 года «Краткий курс истории ВКП(б)», в состав которого вошёл очерк И. В. Сталина «О диалектическом и историческом материализме», был объявлен «энциклопедией основных знаний в области марксизма-ленинизма», где дано «официальное, проверенное ЦК ВКП(б) толкование основных вопросов истории ВКП(б) и марксизма-ленинизма, не допускающее никаких произвольных толкований». Очерк «О диалектическом и историческом материализме» был положен в основу преподавания философии.
Догматизация марксизма в предвоенные годы привела к тому, что длительное время единственной областью, где вёлся научный поиск, оставалась история философии. Значительными считаются историко-философские исследования таких советских авторов как В. Ф. Асмус, П. П. Блонский, И. А. Боричевский, В. К. Брушлинский, Н. А. Карев, А. Ф. Лосев, А. О. Маковельский, В. К. Сережников, О. М. Фрейденберг, Б. С. Чернышёв, Ф. И. Щербатской, С. А. Яновская.
В начале 1940-х годов готовилось фундаментальное многотомное издание «История философии» под редакцией Г. Ф. Александрова, Б. Э. Быховского, М. Б. Митина и П. Ф. Юдина, задуманное в семи томах. Вышедший в 1943 году третий том, посвящённый немецкой классической философии, подвергся резкой критике, в частности в редакционной статье журнала «Большевик» (1944) «О недостатках и ошибках в освещении истории немецкой философии конца XVIII и начала XIX века», в которой немецкий идеализм был охарактеризован как реакционная философия юнкерства и идеология захватнических войн и расизма. После этого работа над изданием была прекращена.
В 1947 году по указанию Сталина состоялась дискуссия по книге Г. Ф. Александрова «История западноевропейской философии». В докладе А. А. Жданова это учебное пособие характеризовалось как немарксистская работа, игнорирующая совершённый марксизмом революционный переворот в философии. Участники дискуссии были поставлены в известность относительно новой, провозглашённой Сталиным оценки классического немецкого идеализма как «аристократической реакции» на Французскую революцию и французский материализм XVIII века. Жданов в своём докладе характеризовал историко-философскую науку как историю материализма; идеалистическая философия могла рассматриваться в историко-философских трудах только как объект критики со стороны материализма.
Последствия дискуссии по книге Александрова для советской философии были негативными. Основной научный журнал «Вопросы философии» практически перестал публиковать исследовательские статьи, место которых заняли официозные материалы и критика «буржуазной» идеологии. В подготовленных в последующие годы учебных пособиях по диалектическому и историческому материализму марксистско-ленинская философия изображалась как учение, которое разрешило все когда-либо существовавшие проблемы. Теперь повышение теоретического уровня философских исследований трактовалось в том смысле, что все положения, высказываемые автором какой-либо статьи или книги, должны были сопровождаться соответствующей цитатой, в частности из работ «классиков марксизма-ленинизма» (К. Маркса, Ф. Энгельса, В. И. Ленина, И. В. Сталина); самостоятельные мысли, не подтверждённые цитатами, могли подвергнуться критике как «отсебятина».
После смерти Сталина и осуждения культа его личности XX съездом КПСС (1956) появилась возможность обсуждения теоретических проблем, хотя только с позиций марксизма. Э. В. Ильенков вернулся к дебатам 1920-х годов между «механистами» и «диалектиками». В это же время значительные научные труды удалось опубликовать А. А. Зиновьеву, Б. М. Кедрову, П. В. Копнину, М. К. Мамардашвили, Г. П. Щедровицкому. В 1960-е и 1970-е годы аналитическая и континентальная философия, включая логический эмпиризм, стали чаще обращаться к советской философской мысли.
В период перестройки из Конституции СССР было исключено положение о руководящей роли КПСС, марксизм-ленинизм перестал быть официальной идеологией.

### Биология
В период НЭПа практически всем крупным биологам, независимо от их политических взглядов, была предоставлена возможность продолжать исследования, занимать руководящие должности в научных организациях, преподавать.
С начала 30-х годов все планы научных исследований в области биологии нужно было представлять в Ассоциацию естествознания Коммунистической академии для осуществления идеологического контроля над деятельностью учёных. В последние годы правления Сталина в ряде областей советской биологии (генетика, цитология, физиология высшей нервной деятельности) официально поддерживались паранаучные концепции, в частности «учение о живом веществе» О. Б. Лепешинской и «мичуринская агробиология».

#### Генетика
В середине 1930-х годов растениевод Т. Д. Лысенко при поддержке властей начал кампанию против генетики. Во множестве публикаций в прессе, инициированных Лысенко и И. И. Презентом, генетики сначала изображались как противники «мичуринской биологии», затем как носители буржуазной идеологии и наконец — как «враги народа», противники советского строя. Когда в феврале 1935 года Т. Д. Лысенко, выступая на II Съезде колхозников-ударников, говорил о «вредителях» в науке, о «классовой борьбе на фронте яровизации», присутствовавший на заседании Сталин воскликнул: «Браво, товарищ Лысенко, браво!». 6 августа 1940 года был арестован академик Н. И. Вавилов, затем из Всесоюзного института растениеводства были уволены 36 человек, против фамилий 19 из них в документе в качестве причины увольнения указано «морганист». Многие учёные попали в лагеря, а некоторые были расстреляны (С. Г. Левит, И. И. Агол и другие). В 1941 году был арестован генетик Г. Д. Карпеченко. В распоряжении о его аресте говорилось: «материалами Управления НКВД по Ленинградской области установлено, что Карпеченко ряд лет под руководством Вавилова вел открытую борьбу против передовых методов научно-исследовательской работы и ценнейших достижений академика Лысенко по получению высоких урожаев». 9 июля 1941 года Г. Д. Карпеченко и Н. И. Вавилов были приговорены к расстрелу; позже Вавилову приговор был заменён на 20 лет заключения. Н. И. Вавилов умер в тюрьме в 1943 году. Среди репрессированных учёных — В. П. Эфроимсон, дважды осуждённый на длительные сроки и отбывавший наказание в тюрьмах и лагерях.
В 1948 году, добившись личной поддержки Сталина, Лысенко организовал и провёл августовскую сессию ВАСХНИЛ, где выступил с докладом «О положении в биологической науке». Хотя сессия планировалась как «парад победителей», на ней прозвучали и голоса несогласных: генетиков И. А. Рапопорта, С. И. Алиханяна, А. Р. Жебрака, эволюциониста И. И. Шмальгаузена, ботаника П. М. Жуковского. После сессии большинство из генетиков и сочувствующих им биологов были уволены. Из МГУ были уволены академик И. И. Шмальгаузен, физиолог растений Д. А. Сабинин, генетики Н. И. Шапиро, С. И. Алиханян, Р. Б. Хесин, из ЛГУ — генетик М. Е. Лобашев, эмбриолог П. Г. Светлов, зоолог Ю. И. Полянский, физиолог Э. Ш. Айрапетьянц, из Горьковского университета — С. С. Четвериков, из Киевского — С. М. Гершензон. Преподавание генетики было прекращено, книги изымались из библиотек. Институт генетики АН СССР, руководимый Лысенко, осуществлял преимущественно прикладные сельскохозяйственные исследования, зачастую с элементами псевдонауки.
В начале 60-х годов работы по генетике проводились в СССР с использованием разного рода хитростей, в частности под прикрытием таких выдающихся и влиятельных физиков, как академик И. В. Курчатов. Руководители Института атомной энергии И. В. Курчатов и А. П. Александров создали в нём Радиобиологический отдел, в котором биологи могли заниматься наукой без оглядки на Лысенко. В 50-е годы с лекциями по генетике в Москве и Ленинграде выступал физик, впоследствии лауреат Нобелевской премии, И. Е. Тамм.
С 1955 года В. С. Фёдоров, в прошлом сотрудник лаборатории Г. Д. Карпеченко в ВИРе, начал читать полноценный курс генетики в ЛГУ. В конце 1950-х годов против псевдонаучного философствования, распространившегося вокруг работ Лысенко, выступил философ И. Т. Фролов.
Позиция Н. С. Хрущёва была неоднозначной: с одной стороны, он поддерживал Лысенко, с другой — поддержал такого его противника как Н. Н. Кулешов.
К концу 1964 года, когда генетика была реабилитирована, существовало не менее пяти учреждений, где достаточно широко проводились генетические исследования. С 1965 года началась организация новых генетических лабораторий и кафедр; стал выходить журнал «Генетика»; восстанавливалось преподавание генетики в высших учебных заведениях.

### Психиатрия
Советская психиатрия во второй половине XX века оказалась одним из направлений медицины, наиболее тесно вовлечённых в идеологический контроль. Ключевую роль в этом процессе сыграл академик А. В. Снежневский, который с 1950-х годов занял доминирующее положение в системе психиатрической науки СССР.
С 11 по 15 октября 1951 года Снежневский выступил на объединённом заседании президиума АМН СССР и Пленума правления Всесоюзного общества невропатологов и психиатров с докладом «Состояние психиатрии и её задачи в свете учения И. П. Павлова», где подверг резкой критике ряд ведущих психиатров за, как утверждалось, отклонение от «павловского учения». Очевидцы вспоминали: «Длившееся пять дней упомянутое заседание скорее напоминало суд инквизиции. Основной доклад звучал как обвинительное заключение в адрес видных психиатров — М. О. Гуревича, А. С. Шмарьяна, Р. Я. Голант, В. А. Гиляровского, Г. Е. Сухаревой, Л. Н. Лобовой, М. Я. Серейского, А. Р. Лурия, А. Б. Александровского, Л. Л. Рохлина, Л. М. Розенштейна, В. П. Протопопова и др.». Подвергшиеся обвинениям каялись, признавали свою вину, отрекались от годами вынашиваемых научных идей как от ереси, обещали исправиться и исповедовать только учение И. П. Павлова в том виде, как его преподносил А. Г. Иванов-Смоленский. Однако даже «раскаяние» не привело к прекращению давления: в заключительном слове Снежневский обвинил их в сохранении «антипавловских» позиций, а вице-президент АМН СССР Н. Н. Жуков-Вережников заявил, что критикуемые продолжают «припадать к грязному источнику американской лженауки».
Центральным элементом идеологизации советской психиатрии стала концепция вялотекущей шизофрении, разработанная и активно продвигаемая Снежневским. Эта диагностическая категория не признана в международной психиатрии и получила распространение в основном в СССР и некоторых странах Восточной Европы. Согласно критике, звучавшей в том числе со стороны зарубежных специалистов, вялотекущая шизофрения использовалась для признания психически больными лиц, не проявлявших выраженных симптомов психоза, включая диссидентов, инакомыслящих, а также рядовых граждан, поведение которых рассматривалось как социально девиантное или "неправильное".
По данным, приведённым в «Белой книге России», опубликованной Международным обществом прав человека, в результате повсеместного применения данного диагноза около двух миллионов человек были признаны психически больными и поставлены на учёт в психоневрологических диспансерах. Только в конце 1980-х годов, в преддверии восстановления членства советской психиатрии во Всемирной психиатрической ассоциации, началась масштабная реабилитация: в 1988–1989 годах с учёта было снято около двух миллионов человек.
Использование психиатрии в квазиполитических и идеологических целях, включая практику принудительного помещения в психиатрические учреждения лиц, выражавших оппозиционные взгляды, стало причиной международной критики и одним из факторов изоляции советской науки. Эти события нанесли серьёзный урон доверию к психиатрии как к науке, последствия чего в той или иной форме ощущаются в России и по сей день. Так, и после распада СССР концепция вялотекущей шизофрении продолжала оказывать влияние на российскую психиатрию. Это выражается в гипердиагностике шизофрении и недостаточному распознаванию аффективных расстройств. Таким образом, наследие идеологического контроля продолжает сказываться на практике психиатрической диагностики и лечения в России.

### Экология
Вместо «западной» экологии в СССР с 1940-х годов развивалось схожее направление — Биогеоценология.

### Физика
В конце 1940-х годов некоторые физические теории, в частности специальная и общая теория относительности, а также Копенгагенская интерпретация квантовой механики, были также подвержены критике по причине «идеалистичности». Советские физики, такие, как К. В. Никольский, Д. И. Блохинцев, разработали версию Статистической интерпретации квантовой механики, которая рассматривалась как более соответствующая принципам диалектического материализма.
Однако несмотря на то, что это первоначально планировалось, этот процесс не зашёл так далеко, как определял «идеологически правильный» вариант физики.
В конце 1948 года началась подготовка Всесоюзного совещания заведующих кафедрами физики, назначенного на 21 марта 1949 года, с целью исправления якобы имевших место упущений в физике. Был выпущен сборник статей «Против идеализма в современной физике», в котором подверглись критике советские последователи идей Альберта Эйнштейна. Выдвигались предложения разгромить в физике «эйнштейнианство». Однако, когда заместитель председателя Совета министров СССР Л. П. Берия, курировавший работы по созданию советской атомной бомбы, спросил у научного руководителя атомного проекта И. В. Курчатова, правда ли, что нужно отказаться от квантовой механики и теории относительности по причине их «идеалистичности», то услышал в ответ: «Если от них отказаться, то придётся отказаться и от бомбы». В ответ Л. П. Берия заявил, что самое главное — бомба, а всё остальное — ерунда. Физик Ю. Б. Харитон, также участвовавший в осуществлении атомного проекта, в беседе с Л. П. Берия высказал опасения относительно предполагавшегося разгрома «идеалистического направления в физике», на что Берия сказал: «Мы не позволим этим засранцам мешать работе». В итоге намечавшееся совещание завкафедрами физики было отменено.
Попытки с марксистских позиций пересмотреть теорию относительности Эйнштейна предпринимались в СССР и позднее (А. А. Логунов и др.).

### Химия
В 1951 году была начата кампания идеологического вмешательства в органическую химию. Она задумывалась как звено в цепи аналогичных пропагандистских мероприятий в других областях науки и была призвана очистить советскую науку от «буржуазных», «идеалистических» теорий и «рабского преклонения перед буржуазными научными авторитетами».
Объектом критики стала «теория резонанса» в органической химии. Она была разработана известным американским химиком Лайнусом Полингом как часть представлений о природе химической связи. Тремя годами позднее эта работа Полинга была удостоена Нобелевской премии в области химии.
В СССР теория резонанса была объявлена «идеалистической» — и поэтому неприемлемой.
Первыми пострадали от преследований теории резонанса сотрудники химического факультета Московского государственного университета Я. К. Сыркин и М. Е. Дяткина, преподававшие в то время курс теории строения химических соединений, а также М. В. Волькенштейн: Сыркину и Дяткиной пришлось уйти из Института, а Волькенштейну — из ЛГУ. 
В июне 1951 года прошла «Всесоюзная конференция по состоянию теории химического состава органической химии», на которой резонансная теория была объявлена буржуазной лженаукой, а соответствующий доклад был направлен Сталину.
Совещание вскрыло всю порочность, весь огромный вред "теории резонанса", отметив, что идеологические извращения в вопросах химической теории находятся в тесной связи с враждебными теориями в биологии и физиологии и представляют единый фронт борьбы реакционно-буржуазной идеологии против материализма.
— Б. Н. Степаненко, Органическая химия. Учебник для фармацевтических школ
Однако, в отличие от кампании в области биологии, травля «ингольдистов» не получила широкого размаха, поскольку сторонниками теории являлось большинство видных учёных, и репрессии против них нанесли бы слишком очевидный вред важнейшим отраслям экономики (в том числе военной).
Гонения на теорию резонанса в органической химии получили негативную оценку в мировой научной среде. В одном из журналов Американского химического общества в обзоре, посвящённом положению в советской химической науке, в частности, отмечалось:

В большинстве русских статей на эти темы (…), по-видимому, преобладает шовинистическая идея, что теория резонанса Лайнуса Полинга противоречит догмам диалектического материализма и поэтому должна быть отвергнута. Размах и резкость этого осуждения не имеет аналогов в истории химииОригинальный текст (англ.)The large majority of Russian papers on these subjects (…) apparently arising from the chauvinistic idea that the resonance theory of Linus Pauling opposes the tenets of dialectical materialism and therefore must be rejected. The intensity and crudeness of this invective appear to be without parallel in the annals of chemistry.

### Геология
- Расширенная сессия Института геологических наук АН СССР в ноябре 1948 года — идеологический контроль «в борьбе против идеалистических, реакционных учений в науке, против низкопоклонства и раболепия перед зарубежной лженаукой.»
- Красноярское дело.

### Астрономия
- Астрономия в XX веке[56][57]
- Пулковское дело
- РОЛМ

### Математика
- Дело Лузина
- Письмо девяноста девяти
- Антисемитизм в советской математике

#### Теория информации
В 1930 году подверглись разгрому и были запрещены как «троцкистские» первые исследования в области теории информации. Руководство «Коммунистического института журналистики» (КИЖ), в которое входили учёные Михаил Гус и Александр Курс, было объявлено «импортёрами буржуазного газетоведения».

#### Кибернетика
В начале 50-х годов кибернетика была объявлена лженаукой. Реабилитирована, начиная с 1955 года.

### Социология
После Февральской революции социология была постепенно «политизирована, большевизирована и в конечном итоге, сталинизирована». С 1930-х по 1950-е годы данная дисциплина фактически прекратила своё существование в Советском Союзе. Даже когда были разрешены практические исследования, и социология не подменялась марксистской философией, в теоретическом плане сохранялась монополия марксистско-ленинского учения. Таким образом, социология в СССР и других странах Варшавского договора была представлена в значительной степени лишь одним направлением — марксистским обществоведением.
После XX съезда КПСС в 1956 году ограничения на социологические исследования были несколько ослаблены, и, наконец, после XXIII съезда КПСС в 1966 году, социология в СССР вновь получила официальное признание в качестве приемлемой области науки. В системе АН СССР был создан Институт конкретных социальных исследований, учреждена Советская социологическая ассоциация, однако социологические факультеты появились в вузах только во времена Перестройки.

#### Демография
До Второй мировой войны в СССР существовало 2 института демографии — в Киеве (создан в 1918 ещё при УНР) и в Ленинграде (создан в 1930 г.). Ленинградский институт был закрыт в 1934 году, поскольку демографические исследования, по мнению директора Института демографии ГУ-ВШЭ доктора наук профессора Анатолия Вишневского, могли показать потери от массового голода 1933 года. Киевский институт был закрыт в 1938, а руководство было арестовано. Согласно широко распространённой в современной профессиональной демографической среде точке зрения это было сделано руководством страны во главе с И. В. Сталиным, потому что его не устроил результат переписи, показавший крупные потери населения по сравнению с предполагаемой численностью. Одновременно официально были признанными «дефектными» и «ошибочными» данные всеобщей переписи населения СССР 1937 года, а ведущие специалисты ЦУНХУ, руководившие переписью, были расстреляны.
По мнению Анатолия Вишневского, после этого демография как академическая наука в СССР «перестала существовать». Он также утверждал, что в результате такой политики «до середины 50-х годов вообще никто не знал, сколько людей живёт в Советском Союзе». Первая послевоенная перепись была проведена только в 1959 году.

### Статистика
«Лукавая цифра». Название известной статьи журналиста Василия Селюнина и экономиста Григория Ханина, в «Новом мире», февраль 1987, № 2: 181—202
Качество (точность и надёжность) данных, опубликованных в Советском Союзе, и использование в исторических исследованиях подвергаются сомнению рядом советологов. Марксистские партийные теоретики рассматривали статистику как общественную науку, поэтому многие из статистических приложений математики были ограничены, особенно в сталинский период. В рамках централизованного планирования, ничто не могло произойти случайно. Закон больших чисел или идея среднеквадратического отклонения были запрещены, как «ложные теории». Статистические издания и факультеты были закрыты; всемирно известные статистики, как Андрей Колмогоров и Евгений Слуцкий были вынуждены забросить статистические исследования.

### Педология
В 1920-е годы при щедрой поддержке правительства большевиков стремительно набрало популярность общественное движение, противопоставлявшее себя традиционной, дореволюционной педагогике и претендовавшее на статус самостоятельной научной дисциплины под названием педология. В этот период по всей стране была создана разветвленная сеть педологических организаций, занявшимся решением целого ряда практических вопросов, в том числе, тестирования и отбора детей в специализированные классы школы. Зародившись на стыке веков за границами Российской империи (в Западной Европе и США), педология как самостоятельная научно-практическая дисциплина фактически прекратила свое существование во всем мире уже к концу Первой мировой войны, но продолжала существование в Советском Союзе как «анти-буржуазный» и «революционный» проект 1920-х годов. Это резкое несоответствие советской и мировой практики было скорректировано административным решением руководящих органов верховной власти в последующем десятилетии, когда педологическая практика стала подвергаться все большей критике уже с самого начала 1930-х годов.
В 1936 году после выхода постановления ЦК ВКП(б) «О педологических извращениях в системе наркомпросов» от 4 июля 1936 года это движение было официально запрещено, то есть лишено финансирования и государственной поддержки. Основной критике в постановлении подверглась практика использования методов формальных тестов в сфере народного образования. В особенности под критику попал низкий профессиональный уровень в применении тестов к задачам оценки умственного развития детей, в результате чего в определенных случаях до четверти всех обследованных школьников оценивались как умственно отсталые и переводились в соответствующие специализированные школы для обучения детей с отставанием в развитии. В результате постановления местные педологические службы по всей стране были закрыты, книги по педологии были изъяты торговой сети и переведены в отделы специального хранения с ограниченным допуском (спецхран), а педологическая литература вошла в «Списки книг, подлежащих изъятию из библиотек и книготорговой сети», издаваемых Главлитом, и оставалась в этих списках до 1987 года. Многие педологические издания того времени сейчас становятся доступными либо в виде переизданий, либо в виде отсканированных оригинальных публикаций, сохранившихся в отделах спецхранов библиотек по всей стране. Также, в соответствии с партийным постановлением, всем педологам рекомендовалось сменить профиль на «педагогов». Косвенным образом от «педологического» постановления пострадала система психотехнических организаций по стране (в связи с использованием метода тестирования) и дефектологических заведений (в связи с переоценкой концепции отставания в развитии, дефектологической практики и методов оценки отклонения от нормы), что отразилось в реорганизации системы психотехнической службы в стране, а также системы специального, дефектологического образования детей с отклонениями в развитии.

### История
История как наука в СССР также была объектом идеологического вмешательства.
До конца 1920-х годов историки дореволюционной школы продолжали работать относительно свободно. Они могли преподавать и издавать свои труды, признание истинности марксистско-ленинского учения от них не требовалось. В этот же период формировалась советская марксистская историческая школа, лидером которой был историк М. Н. Покровский:26—28, занимавший тогда номенклатурный пост заместителя наркома просвещения РСФСР.
В 1930 году было создано дело «буржуазных историков». За решёткой оказались известные учёные, в том числе академики Н. П. Лихачёв, М. К. Любавский, С. Ф. Платонов, Е. В. Тарле и ряд других. Историков обвиняли в великодержавном шовинизме и монархических взглядах:28—29.
М. Н. Покровский, борясь с шовинизмом, впал в противоположную крайность — национальный нигилизм. Вместе со своими учениками он резко осуждал арестованных историков:29—30.
В 1930-е годы политика приобрела определяющее значение для исторической науки в СССР, а конкретные исследования стали сверяться с историческими воззрениями Сталина. Основой взглядов Сталина на историю России было представление о её отсталости, высказанное в 1931 году в речи на I Всесоюзной конференции работников промышленности: «История старой России состояла, между прочим, в том, что её непрерывно били за отсталость. Били монгольские ханы. Били турецкие беки. Били шведские феодалы. Били польско-литовские паны. Били англо-французские капиталисты. Били японские бароны. Били все — за отсталость. За отсталость военную, за отсталость государственную, за отсталость промышленную, за отсталость сельскохозяйственную».
Когда в 1932 году умер Покровский, его похоронили на Красной площади, а в газетах было напечатано сообщение ЦК ВКП(б), в котором его называли «всемирно известным учёным-коммунистом, виднейшим организатором и руководителем нашего теоретического фронта, неустанным пропагандистом идей марксизма-ленинизма». Имя Покровского было присвоено Московскому университету и Московскому историко-архивному институту:29—31.
В 1920-е годы были ликвидированы исторические факультеты университетов, заменённые факультетами общественных наук, где история специализированно не изучалась. Восстановление исторических факультетов, уже на коммунистических принципах, произошло в середине 1930-х годов. С этого периода лидерство в сообществе советских историков удерживали марксисты, отказавшиеся от крайностей концепции Покровского: академики В. П. Волгин, Н. М. Лукин, позднее Б. Д. Греков.
16 мая 1934 года вышло совместное постановление Совнаркома и ЦК ВКП(б) «О преподавании гражданской истории в школе». Историкам было поручено написать конспекты будущих учебников. К этим конспектам в августе 1934 года были написаны «Замечания товарищей Сталина, Кирова и Жданова». В «Замечаниях» партийных деятелей подвергались критике многие положения, которые авторы конспектов взяли у Покровского. «Замечания» были опубликованы в январе 1936 года, когда вышло новое постановление Совнаркома и ЦК ВКП(б) «О преподавании истории в школе». В этом постановлении осуждалась «школа Покровского»:31—32.
Существенной причиной осуждения М. Н. Покровского было несоответствие его взглядов новой идеологической ситуации. С середины 1930-х годов официальная пропаганда сделала резкий поворот от идеи мировой революции к имперскому представлению о «великом русском народе»:36.
Сталину импонировало самодержавие и наивный монархизм масс с его обожествлением государя. Ему понравилась монография «Наполеон» вернувшегося из ссылки Е. В. Тарле. Тарле, не скрывавший своего, хотя и небезоговорочного, преклонения перед сильной личностью «императора Французской республики», был восстановлен в АН СССР и стал одним из наиболее влиятельных советских историков:37. В 1937—1939 годах были изданы три его новых исследования. Историк был неоднократно удостоен Сталинской премии.
14 ноября 1938 года было опубликовано постановление ЦК ВКП(б) «О постановке партийной пропаганды в связи с выпуском „Краткого курса истории ВКП(б)“», в котором, в частности, говорилось: «В исторической науке до последнего времени антимарксистские извращения и вульгаризаторство были связаны с так называемой „школой“ Покровского…»:32—33. На протяжении примерно двух десятков лет «Краткий курс» оставался основополагающей работой для изучающих новейшую историю России и СССР.
В учебниках, изданных до начала Великой Отечественной войны, традиционно писали о завоевательной политике царской России. В конце 1930-х годов стали говорить, что завоевание Россией было для народов окраин Российской империи «наименьшим злом». После войны усилилась шовинистическая кампания, выражение «наименьшее зло» ушло в прошлое, появилась универсальная формула «добровольное присоединение». Народные движения против царского экспансионизма стали рассматриваться как антирусские и реакционные. Примером такой перемены в трактовках является оценка борьбы горцев Кавказа под руководством Шамиля. Прежде он изображался бесстрашным героем и лидером освободительной войны. В 1950 году оценка резко изменилась. Азербайджанский учёный Г. Гусейнов, получивший Сталинскую премию за книгу по истории азербайджанской философии, был через несколько месяцев лишён награды, поскольку в своей работе положительно писал о Шамиле. Затем в журнале «Большевик» появилась статья первого секретаря ЦК КП(б) Азербайджана М. Д. Багирова, в которой Шамиль назывался агентом Англии и Турции. Началось «разоблачение» Шамиля и «реакционной сущности мюридизма». Позже, в 1956—1957 годах, в связи с XX съездом КПСС, был поднят вопрос о возвращении к оценке движения Шамиля как национально-освободительного:37—38.
С конца 1930-х до 1970-х годов в СССР под фактическим запретом было научное изучение цыган.
В 1949 году с редакционной статьи в «Правде» под названием «Об одной антипатриотической группе критиков» началась «борьба с космополитизмом». Вскоре «безродных космополитов» и «антипатриотов» начали выискивать и «разоблачать» повсеместно, в частности, на историческом факультете МГУ. Слово «космополит» служило эвфемистической заменой слова «жид». О стиле обвинений свидетельствует текст из журнала «Вопросы истории» за 1949 год: «Историческая наука является одним из участков идеологического фронта, на котором кучка безродных космополитов пыталась вести свою вредную работу, распространяя антипатриотические взгляды при освещении вопросов истории нашей Родины и других стран»:38—40.
После смерти Сталина возможности историков постепенно расширились, начались острые дискуссии по ранее запретным темам. Рамки дозволенного стали шире, но сохранялись и при Хрущёве, вновь сузившись при Брежневе. Однако выход за их пределы наказывался не так сурово, как прежде:40.
В 1953—1957 годах главный редактор журнала «Вопросы истории» академик А. М. Панкратова и её заместитель Э. Н. Бурджалов (историк А. М. Некрич называет его «мотором журнала») стремились последовательно проводить линию на десталинизацию советской исторической науки, считая важной задачей журнала пересмотр многих положений «Краткого курса истории ВКП(б)». Журнал организовывал дискуссии по проблемам истории. Партийные органы расценили редакционную политику как излишне радикальную, в постановлении ЦК КПСС от 9 марта 1957 «О журнале „Вопросы истории“» Панкратовой были предъявлены обвинения в либерализме и буржуазном объективизме, фактически она была отстранена от должности главного редактора. Бурджалов был снят с работы.
А. М. Некрич писал по поводу проведённой в 1965 году партийными органами дискуссии о его книге «1941. 22 июня»: «Когда я думаю о наказании, которое постигло почти всех участников дискуссии, не могу отделаться от мысли, что дело было не только в книге, а в общей тенденции, возникшей в нашей стране вскоре после революции. Партийная установка, нигде публично не высказанная в прямой форме, заключалась в том, чтобы создать новую коллективную память народа, начисто выбросить воспоминания о том, что происходило в действительности, исключить из истории все, что не соответствует или прямо опровергает исторические претензии КПСС». Аналогичная дискуссия состоялась и в связи с работой А. А. Зимина, поставившего под сомнение официально признанную датировку «Слова о полку Игореве».
В середине 1940-х — начале 1950-х годов происходил новый рост антинорманизма, что было вызвано двумя причинами: реакцией на эксплуатацию идей «норманизма» в нацистской Германии и борьбой с «космополитизмом» в СССР, в сферах истории и археологии выразившейся в гипотезе автохтонного, не требовавшего внешнего влияния, развития восточных славян. Присутствие скандинавов на территории Восточной Европы отрицалось, в частности А. В. Арциховским, для доказательства чего, как в предыдущие два столетия использовалась, в первую очередь, нескандинавская этимология названий «русь» и «варяги», считавшихся по происхождению восточно-славянскими (М. Н. Тихомиров), кельтскими и прибалтийско-славянскими (А. Г. Кузьмин) или иными. Официальная советская пропаганда представляла «норманистов» как «врагов народа» или «агентов запада». Антинорманизм поддерживал и продвигал историк Б. А. Рыбаков, считавший, что Среднее Поднепровье имеет важнейшее значение в формировании Русского государства, истоки которого он возводил к VI—VII векам. Областью, где проходил этногенез славян, учёный считал земли от Среднего Поднепровья до Одера.
Восприятие варяжско-норманнских изысканий как «реакционной норманской теории» сохранялось в советской историографии и в течение 1980-х годов, в результате чего авторам противоречащих этой линии работ отказывалось в публикации.
В связи, в частности, с борьбой против «космополитизма», идеологическому воздействию и цензуре подверглось хазароведение. Историк Б. А. Рыбаков изображал Хазарский каганат в качестве «мелкого паразитического ханства» в дельте Волги, влияние которого на славян было минимальным и исключительно негативным. Критика, направленная против крупнейшего хазароведа М. И. Артамонова, способствовала карьерному росту Рыбакова, в то время как Артамонову пришлось публично покаяться в своих «ошибках» и включить в свою книгу о хазарах ряд антиеврейских пассажей. В результате дискуссии по «хазарской проблеме» подход Рыбакова, получивший поддержку Б. Д. Грекова и сторонников его школы, приобрёл господствующее положение в советской историографии. Критика советского хазароведения, которая была развёрнута в печати, привела к временной приостановке археологических работ на связанных с хазарами памятниках и в отношении извлечëнного материала, в частности работ Волго-Донской экспедиции, и расформированию её состава, а также к временному прекращению публикации научных трудов по теме.
Согласно М. Альтшулеру, в то время как на Западе первым долгом историка является интеллектуальная и научная честность, в соответствии с которой ему следует стремиться быть по возможности объективным и делать выводы на основании фактов, для советского историка эти цели не обладают безусловной ценностью, поскольку советская историческая наука должна служить целям коммунистического воспитания; кроме того, она опирается на априорное мировоззрение. Ряд советских историков принимал участие в диссидентском движении (Л. Н. Краснопевцев, П. И. Якир, М. Я. Гефтер, В. А. Рубин и др.).
Только в 1989 году на русском языке была впервые опубликована работа Карла Маркса «Разоблачения дипломатической истории XVIII века». По словам Ю. Н. Афанасьева, её не публиковали потому, что в ней Маркс «вторгся в святая святых нашей самобытности: заговорил о сомнительной нравственности и неприглядной природе княжеской власти на Руси, высказал своё мнение о причинах возвышения Москвы».

### Языкознание
В 1920-е и в начале 1930-х годов доминирующей фигурой в советском языкознании был академик Николай Яковлевич Марр (1864—1934), который утверждал, что язык является инструментом классового господства и что структура языка определяется экономической структурой общества. Теория Марра носила псевдонаучный характер и содержала ряд недоказуемых утверждений (например, сведение всех слов всех языков к «четырём элементам»). Внедрение этой теории в начале 1930-х годов происходило при прямом участии партийного руководства и Сталина лично, а ряд критиков Марра, развивавших научное языкознание, были репрессированы; впрочем, репрессиям в 1937—1938 годах подверглись и некоторые марристы.
В первой половине 1930-х и в конце 1940-х годов в ходе проработочных кампаний преследовалось как «расистское» сравнительно-историческое языкознание, репрессиям подвергалась славистика («дело славистов» в 1934 году), реабилитированная во время Великой Отечественной войны. Однако в это время многие лингвисты занимались фактически другими направлениями языкознания, ограничиваясь формальными ссылками на Марра и не используя его лженаучных положений.
В ходе «борьбы с космополитизмом» в 1948—1949 годах началась очередная проработочная кампания марристов, нацеленная на отказ от «буржуазной» науки и ортодоксальное следование «новому учению о языке». Сталин, который и раньше (с 1913 года) писал о языковой политике, в том числе в годы, когда был наркомом по делам национальностей, в 1949 году получил письмо от грузинского лингвиста Арнольда Чикобавы с критикой теории Марра. В апреле 1950 года Сталин «вызвал Чикобаву на обед, который продолжался с 9 вечера до 7 утра, старательно делая заметки.». Таким образом, он уяснил основные аргументы против псевдонаучного марризма, что положило конец его идеологическому господству в советской лингвистике. Позиция Сталина в данной области была выражена в работе «Марксизм и вопросы языкознания», опубликованной в газете «Правда» во время дискуссии о языкознании в июне-августе 1950 г. Лингвистика благодаря вмешательству Сталина освободилась от диктата марризма (20 лет назад утвердившегося при его участии), причём бывшие марристы не подверглись репрессиям или массовому изгнанию с работы. Официальную поддержку получила школа русистики академика В. В. Виноградова, ориентирующаяся на русскую дореволюционную традицию. Некоторое время осуждались как «антиисторичные» лингвистическая типология и семантика, которыми занимались последователи Марра, но после смерти Сталина эти направления уже не критиковались.
В дальнейшем, в 1950—1980-е годы, лингвистика в СССР развивалась в обстановке плюрализма школ и подходов; идеологический контроль в языкознании носил в основном цензурный характер (с 1970-х годов вводился запрет на упоминание эмигрировавшего И. А. Мельчука, допускалось лишь негативное упоминание Н. Хомского, до 1985 года не удавалось издать сборник трудов Р. О. Якобсона).
Задача построения особого «марксистского» языкознания после дискуссии 1950 г. официально больше не ставилась, и к 1970-м годам статьи на эту тему исчезли со страниц советских лингвистических журналов.

### Литературоведение
До середины 1930-х годов в официальном советском литературоведении господствовал вульгарный социологизм (литературные явления прямолинейно объяснялись экономическими и социальными, например, «ростом натурального хозяйства»), крайности которого с этого времени стали также подвергаться критике. Обязательной для литературоведения стала марксистская позиция, с уделением особого внимания писателям, связанным с освободительным движением, и революционным или «прогрессивным» с марксистской точки зрения тенденциям в литературе. Критике и прямому запрету подвергался созданный российскими и советскими учёными в 1920-е годы формальный метод.
Литературоведение переживало репрессии (так, в 1929 году был сослан и до 1963 года не печатался М. М. Бахтин, прошли через лагеря будущие академики Д. С. Лихачёв и Г. М. Фридлендер; тюрьмы и ссылки прошёл Б. И. Ярхо, чьи основные труды были напечатаны лишь в 2006 году; в лагере под Магаданом скончался Д. П. Мирский; во время борьбы с космополитизмом были арестованы и умерли в заключении Григорий Гуковский и Исаак Нусинов; литературовед Яков Эльсберг был известен доносами на коллег в НКВД), проработочные кампании (исходившие от имевших высокий официальный статус функционеров, таких как Михаил Храпченко и Владимир Ермилов) и цензурные вмешательства. Юбилейное собрание сочинений Пушкина по прямому указанию Сталина вышло без комментариев, кроме текстологических. Преследованиям, в частности за «космополитизм», и огульной критике в печати в сталинский период подвергались М. К. Азадовский, П. Г. Богатырёв, Г. А. Бялый, М. И. Гиллельсон, Л. Я. Гинзбург, И. Н. Голенищев-Кутузов, Л. П. Гроссман, А. С. Долинин, В. М. Жирмунский, В. Я. Кирпотин, И. М. Машбиц-Веров, Е. М. Мелетинский, Ю. Г. Оксман, В. Ф. Переверзев, Л. Е. Пинский, В. Я. Пропп, И. З. Серман, О. М. Фрейденберг, Б. М. Эйхенбаум и другие исследователи.
В эпоху «оттепели» спектр тем, допустимых для филологического изучения, существенно расширился, но многие представители литературы русской эмиграции, обэриуты, авторы с антикоммунистическими взглядами по-прежнему оставались вне поля зрения официальной советской науки. В 1960—1980-е годы идеологический контроль в литературоведении в целом был ослаблен по сравнению с предшествующим периодом. В СССР были изданы и получили большую известность труды Бахтина, развивалось стиховедение и точные методы в литературоведении, стали возможны изучение и публикация наследия формалистов. В то же время некоторые исследователи (А. Д. Синявский, К. М. Азадовский, М. Б. Мейлах и др.) увольнялись или были репрессированы по политическим мотивам. Известный филолог Юрий Лотман рассказывал, что в 1984 году весь тираж 645-го выпуска «Учёных записок» Тартуского университета был уничтожен из-за упоминания имён Гумилёва и Бердяева.

### Искусствоведение
В 1933—1934 годах по сфабрикованному ОГПУ делу «Российской национальной партии» были репрессированы несколько десятков учёных. Арестованные по этому делу сотрудники Русского музея, в частности, обвинялись в том, что создавали и сохраняли экспозиции залов, посвящённых русскому искусству дореволюционного периода, которые «тенденциозно подчеркивали мощь и красоту старого дореволюционного строя и величайшие достижения искусства этого строя».